# بيليتسكي
بيليتسكي (Білецьке) هي مدينة في أوبلاست دونيتسك في أوكرانيا.
يبلغ عدد سكانها حوالي 10093 نسمة عام 2001.